# Besthorpe (Norfolk)
Besthorpe – wieś w Anglii, w hrabstwie Norfolk, w dystrykcie Breckland. Leży 22 km na południowy zachód od Norwich i 138 km na północny wschód od Londynu.
W 2001 miejscowość liczyła 561 mieszkańców.